# 威爾默 (阿拉巴馬州)
威爾默（英語：Wilmer）是一個位於美國阿拉巴馬州莫比爾縣的非建制地區。該地的面積和人口皆未知。

## 地理
威爾默的座標為30°49′24″N 88°21′41″W / 30.82333°N 88.36139°W，而該地的平均海拔高度為76米（即249英尺）。